# Чёрные пантеры (Израиль)
«Чёрные пантеры» (ивр.: הפנתרים השחורים, транслит HaPanterim HaShhorim) — израильское общественное движение, существовавшее в 1970-х годах, возникшее как  протест второго поколения еврейских репатриантов из стран Северной Африки и Ближнего Востока (сефардов и мизрахим) против дискриминации этих групп в Израиле. После серии уличных протестов в 1971 году движение сформировалось как организация и участвовало в выборах в кнессет в 1973 году. Название организации позаимствовано у афроамериканских «Чёрных пантер», идеями которых вдохновлялись протестующие; их также иногда называют израильскими чёрными пантерами, чтобы отличить их от американской партии.

## История
Движение началось в начале 1971 года в районе Мусрара в Иерусалиме в ответ на дискриминацию евреев-мизрахим, которая, по их мнению, существовала с момента создания государства. «Чёрные пантеры» считали, что эту дискриминацию можно увидеть в различном отношении ашкеназского истеблишмента к репатриантам из Советского Союза. Основатели движения протестовали против «игнорирования со стороны истеблишмента жёстких социальных проблем» и хотели бороться за другое будущее.
В начале марта 1971 года полиция Израиля отказала «Чёрным пантерам» в разрешении на демонстрацию; «пантеры» проигнорировали это решение и незаконно провели демонстрацию, протестуя против бедности, разрыва между бедными и богатыми в Израиле и этнической напряженности в еврейском израильском обществе. Движение успешно набрало сторонников как в обществе, так и в средствах массовой информации.
Ночью 18 мая 1971 года на площади Сиона в Иерусалиме в знак протеста против расовой дискриминации собралась демонстрация от 5000 до 7000 человек, получившая название «Ночь пантер». Эта демонстрация также проводилась без разрешения полиции. В числе лозунгов протестующих было даже требование сменить название площади на Кикар Йехадут Ха-мизрах («площадь Восточного еврейства»). Силы безопасности, которые пришли, чтобы разогнать демонстрацию, встретили озлобленную толпу, которая бросала камни и коктейли Молотова. Как полицейские, так и демонстранты получили ранения в результате столкновения; 20 были госпитализированы, а 74 демонстранта были арестованы полицией.
Перед демонстрацией представители «пантер» 13 апреля встретились с премьер-министром Голдой Меир, которая охарактеризовала их как «неприятных людей». Она увидела в лидерах движения нарушителей закона и отказалась признать их как социальное движение. Мощный протест 18 мая привёл правительство к серьёзному обсуждению требований «Пантер», и был создан общественный комитет, чтобы найти решение.
Согласно выводам этого комитета, дискриминация действительно существует на многих уровнях общества. После этого бюджеты служб, занимающихся социальными вопросами, значительно расширились. Тем не менее, в 1973 году война Судного дня вскоре изменила список приоритетов правительства, и большинство из этих ресурсов снова были направлены на потребности безопасности.
После успеха на выборах в Гистадрут в 1972 году «Чёрные пантеры» в конечном итоге перешли к избирательной политике, но безуспешно, по крайней мере, частично, из-за внутренних споров и борьбы. На выборах в кнессет в 1973 году партия набрала 13 332 голоса (0,9 %), что чуть меньше 1 %. На выборах 1977 года Чарли Битон перешёл в список «Хадаша». Он был переизбран три раза, прежде чем покинуть «Хадаш», чтобы сделать «Черные пантеры» независимой фракцией кнессета в 1990 году. Саадия Марциано создал список «Бело-голубые Пантеры».
Некоторые активисты движения интегрировались в другие израильские партии, в частности этнические партии, такие как Тами или ШАС, и через них продвигали в повестку дня тему евреев-мизрахим. С тех пор Реувен Аберджиль активно участвовал в борьбе за социальную справедливость и мир в Израиле и на палестинских территориях как член различных групп и движений. В настоящее время он служит Мизрахи Демократической Радужной коалиции.
Молодые активисты «Черных пантер» пробудили в общественном сознании «восточный вопрос», который впоследствии сыграл роль в политических дебатах Израиля в 1970-х и 1980-х годах, что способствовало успеху «Ликуда» в этот период. Хотя неравенство сохраняется, многие мизрахим за эти годы вошли в основное русло израильской политической, военной, культурной и экономической жизни, в том числе уроженцы Марокко Амир Перец и Давид Леви, происходящие из Ирака Шломо Хилель, Биньямин Бен-Элиэзер и Ицхак Мордехай и уроженцы Ирана Шауль Мофаз и Моше Кацав.

## Наследие
В конце 1990-х и начале 2000-х годов после расовых нападений на русскоязычных иммигрантов сформировалось движение под названием «Русские пантеры» (как дань «Чёрным пантерам»).
Группа активистов из Муслалы назвала два маршрута, проходящих через район Иерусалима Мусрара «дорога чёрных пантер» и «переулок „они неприятные“» в 2011 году, последнее название основано на комментариях о «Пантерах» Голды Меир.

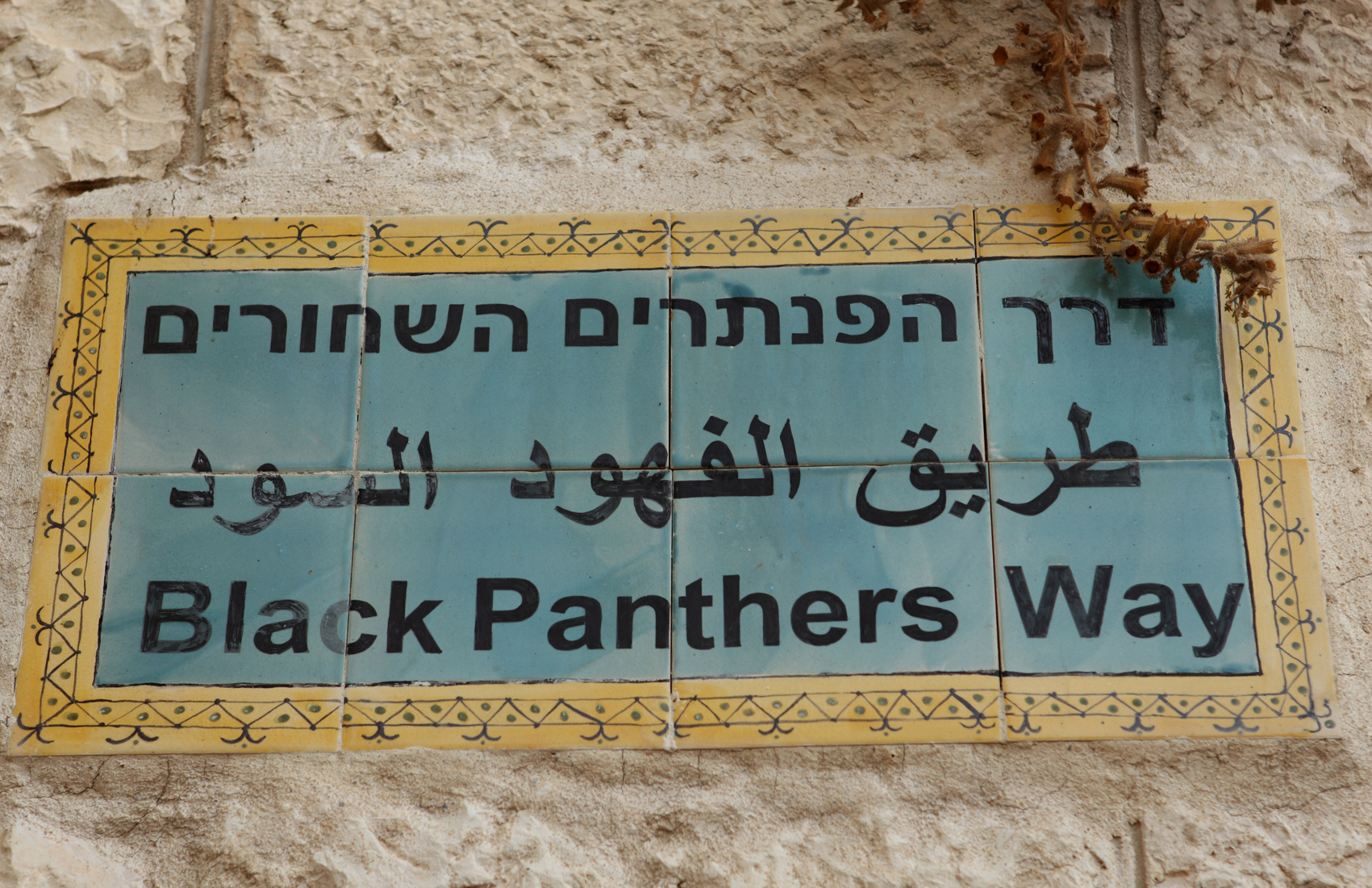
Black Panthers Alley in Jerusalem
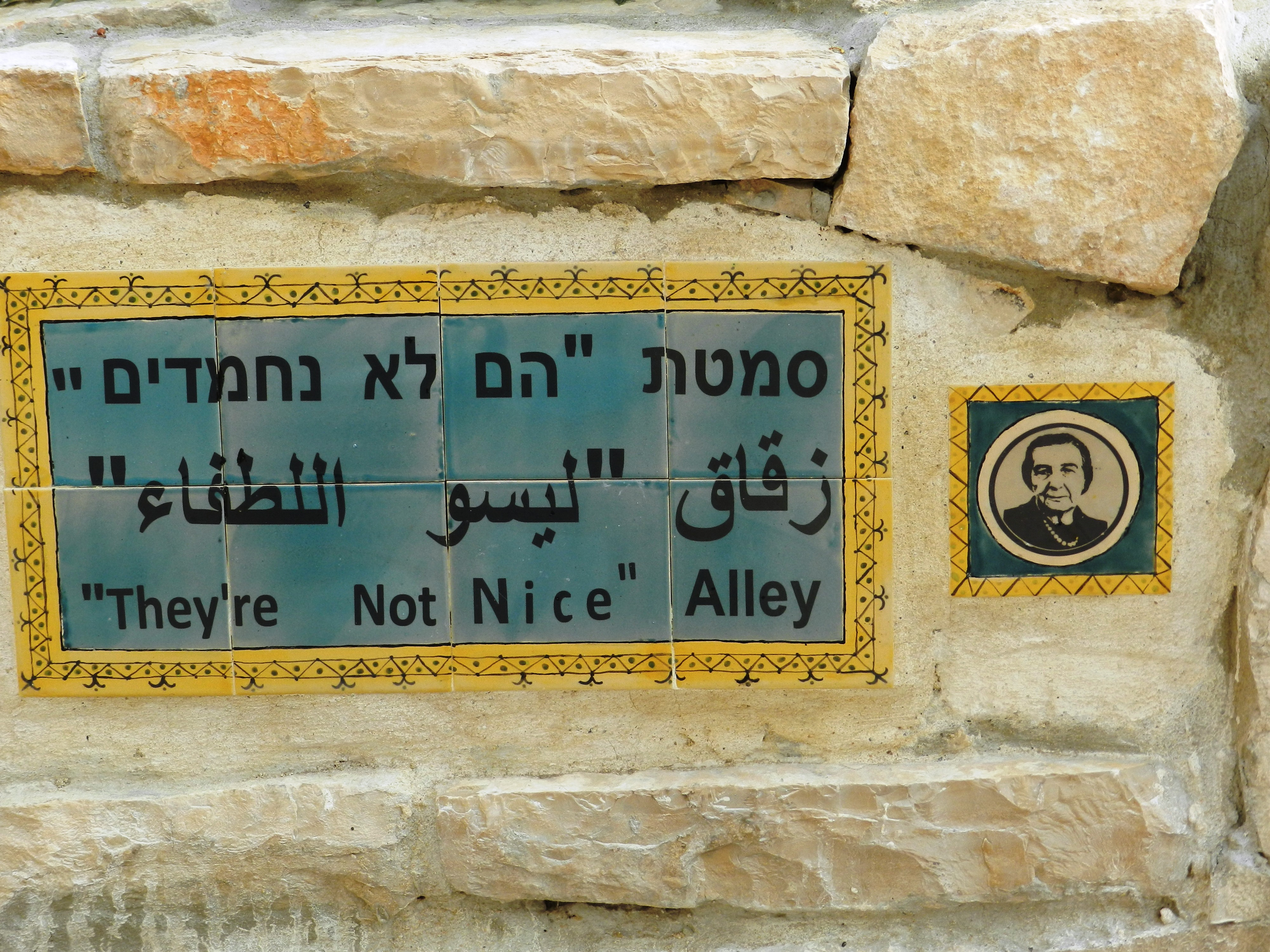
They're Not Nice Alley in Jerusalem